# おばさん会長・紫の犯罪清掃日記!ゴミは殺しを知っている
『おばさん会長・紫の犯罪清掃日記!ゴミは殺しを知っている』（おばさんかいちょう!むらさきのはんざいせいそうにっき ごみはころしをしっている）は、2000年から2010年までTBS系で放送されたテレビドラマシリーズ。全8回。主演は中村玉緒。
中村玉緒（なかむらたまお）とさとう珠緒（さとうたまお）の「たまお」コンビの初のコラボ作品でもある。
放送枠は「月曜ドラマスペシャル」（第1作）、「月曜ミステリー劇場」（第2作 - 第6作）、「月曜ゴールデン」（第7作・第8作）。

## ストーリー
清掃業務や警備保障を中心とする企業グループ「熊谷コンツェルン」の会長・熊谷紫は、現場の仕事が大好きで、相棒の花巻奈々子と一緒に清掃人として働いている。

## キャスト

### 熊谷コンツェルン
熊谷紫
演 - 中村玉緒
現会長。清掃業務が好きで、身分を隠して系列会社に籍を置き現場で働いている。
工藤俊樹
演 - 山下真司（第7作・第8作）
警備員。病院の警備を10年担当。
花巻奈々子
演 - さとう珠緒
社員。紫の相棒。元は本社で働いていたが、社内不倫がバレて紫の下に左遷されて来た（第1作）。
熊谷
演 - 久保晶（第1作・第2作・第6作）
紫の亡き夫。
黛里埜
演 - 楊原京子（第5作・第6作）
社長秘書。
御乃木三造
演 - 梅宮辰夫（第1作・第3作 - 第8作）
社長。紫不在時の業務を取り仕切っている。

### ゲスト
第1作「スーパーで起きた連続殺人事件! 密室の怪死体の謎…卑劣な犯人に超金持ち会長紫の怒りが爆発する!」（2000年）
- 大池久子（スーパーオーイケ 副社長・健司の後妻） - 山下容莉枝
- 黒川高次（スーパーオーイケ横浜西店 店長） - 宇梶剛士
- 大池健司（スーパーオーイケ 二代目社長） - 久富惟晴
- 大隅香織（長野の娘） - 仁藤優子
- 鳥山（スーパーオーイケ 生鮮品部門マネージャー） - 梅垣義明
- 大塚裕之（スーパーオーイケ 一般食品部門マネージャー） - 小林すすむ
- スーパーオーイケ横浜西店 店員 - 重田千穂子
- 弥生（スーパーオーイケ横浜西店 店員） - 三谷悦代
- 小山（スーパーオーイケ横浜西店 惣菜部） - 小林健
- 桜井（マグロ卸業者） - 山口剛
- 野辺きわこ（スーパーオーイケ横浜西店 店長代理） - 鷹家昌子
- 磯松（刑事） - 曽根英樹
- 近江（刑事） - 八木橋修
- 大池仁（スーパーオーイケ 専務・健司の先妻の息子） - 志村東吾
- 長野節次郎（スーパーオーイケ 庶務係） - すまけい

第2作「福島県飯坂温泉で連続殺人!消えた美人死体にあの2人が恐怖の潜入捜査!」（2001年）
- 後藤英寿（雅世の昔の恋人） - 宇崎慧
- 徳田菜美（コンパニオン・雅世の同僚） - 川村亜紀
- 宮島雅世（コンパニオン） - 古川理科
- 百合奴（雅世が所属するコンパニオン会社社長・元芸者） - 大塚良重
- 老舗旅館「月乃瀬」板長 - 清水昭博
- 沼田（「月乃瀬」板前） - 津田寛治
- 小池健吾（「月乃瀬」主人・入り婿） - 野沢トオル
- 秋月（福島北警察署 刑事） - 萩野崇
- 小池亜樹（小池の妻・「月乃瀬」女将） - 森山ゆうこ
- ゴルフクラブの支配人 - 伊藤正之
- 「月乃瀬」板前 - 賀川黒之助
- 倉本清美（「月乃瀬」仲居） - 川俣しのぶ
- 山本君枝（「月乃瀬」仲居） - 棟里佳
- 「月乃瀬」板前 - 笹川功二
- 古村（福島北警察署 刑事） - 尾崎右宗
- 熊谷ケミカル研究所 所員 - 久田節美
- 伊江田レディースクリニック 看護師 - 夢野まりあ
- 管理人 - 飯塚俊太郎
- 土木設計士 - 本田清澄
- 伊江田（伊江田レディースクリニック 産婦人科医） - 五代高之
- 河田精十郎（熊谷コンツェルン 専務） - 梶原善
- 早川壮介（「月乃瀬」ボイラー係） - 三橋達也

第3作「超人気中華飯店で連続殺人!毒キノコの罠と1億5000万の保険金…紫が執念で暴いたゴミの中の真実」（2002年）
- 島津歳太郎（熊谷コンツェルン 課長） - 高橋克実
- 福島（刑事） - 萩野崇
- 大友杏子（熊谷コンツェルン 社長秘書） - 山本恵美
- 西村淳哉（中華料理店「蘭燈園」料理人・小野の助手） - 梨本謙次郎
- 中川樹里（「蘭燈園」従業員・海次と房江の娘） - 羽田惠理香（現・はねだえりか）
- 小出靖夫（城西信用金庫 次長） - 山本紀彦
- 小野慶一（「蘭燈園」料理長） - 中谷彰宏
- アパートの大家 - 小宮健吾
- 不審な男 - 城尚輝
- 刑事 - 谷川昭一朗
- 清美（コールガール） - 橋本智恵子
- 須藤（熊谷ケミカル研究所 所員） - 久田節美
- ユミ（「蘭燈園」従業員） - 井上佳子
- ヨウコ（「蘭燈園」従業員） - 岩下貴子
- 須山金光（外食産業チェーンの企画開発部長） - 三浦浩一
- 近藤海次（中華料理の達人） - 平泉成
- 中川房江（「蘭燈園」女将・海次の元妻） - 音無美紀子

第4作「偽名を使い殺された女妻は夫に何を隠していたのか?温泉旅館でのトリックと靴底に残された犯人の顔を暴け」（2003年）
- 大宮（刑事） - 八木橋修
- 中井（刑事） - 萩野崇
- 須藤結真（熊谷コンツェルン 社長秘書） - 稲田奈緒
- 野中靖浩（会社員） - 美木良介
- 小野寺雪子（みどりの母） - 南田洋子
- 野中みどり（靖浩の妻・偽名「美鈴」） - 原久美子
- 広江直樹 - 佐渡稔
- 石井成美（スポーツクラブのインストラクター） - 江口ナオ
- 宇佐美恵子（スポーツクラブのインストラクター） - 望月さや
- 野中達也（靖浩とみどりの息子） - 広田亮平
- 原田雄三（スポーツクラブの会員・ネット会社の社長） - 内田勝正
- 安藤政子（スポーツクラブの会員） - 絵沢萠子
- 金山武雄（スポーツクラブの会員） - 仲本工事
- 佐藤駿二（スポーツクラブの会員） - 長門裕之

第5作「東京箱根間に隠された花粉の謎! 3日で3人が殺される…自分の妻を刺し殺した男の悲劇!」（2003年）
- 夢野豊彦（ツアーコンダクター・本名「山根豊彦」） - 今井雅之
- 三輪小百合（御乃木三造の初恋相手） - 由美かおる
- 楠木小春（熊谷紫がヘッドハンティングした社員） - 由美かおる（二役）
- 山根則夫（小百合の夫で豊彦の義父） - 松橋登
- 高橋隆一（ツアー客・工務店社長） - 鹿内孝
- 高橋源太（ツアー客・隆一の息子） - 菊池健一郎
- 町田勤（刑事） - 萩野崇
- 浦田康代（スリ） - 大島蓉子
- 伊賀恵（ツアー客） - 羽田圭子
- 星野正義（ツアー客） - 灰地順
- 星野史子（星野の妻） - 池田道枝
- 大森透（ツアー客） - 宝井誠明

第6作「巨大企業のエリート社員が殺された! 不倫のもつれ? 同期の嫉妬? 鍵を握るたった1人の親」（2004年）
- 白鳥真央（御乃木三造の秘書） - 布施あい子
- 村岡なぎさ（財務部） - 渡辺典子
- 矢野譲次（経営企画部） - 風間トオル
- 甲斐真彦（イタリアンレストランオーナーシェフ） - 宮下直紀
- 広瀬拓也（刑事） - 佐戸井けん太
- 和知伸介（刑事） - 萩野崇
- 美濃部弥生（MK商事会社の清掃員・班長） - 松金よね子
- 酒井幸子（MK商事会社の清掃員） - 広岡由里子
- 久米修司（MK商事会社の清掃員） - 佐藤正宏
- 園田喜一（MK商事社史編纂室） - 大河内浩
- 鈴木省吾（弁護士） - 伊藤正之
- 平史子 - 宮内順子
- 甲斐君恵（真彦の妻・2か月前死亡） - 星遥子
- 加古川健太 - 西川忠志

第7作「謎の巨大病院連続殺人! 遺産目当ての骨肉の争い…バラの花びらに潜む復讐トリックを暴け」（2006年）
- 三島あずさ（藤倉病院 事務員） - 雛形あきこ
- 綿貫治夫（熊谷コンツェルンの警備保障会社の警備員） - 出川哲朗
- 藤倉美佐（藤倉病院 副院長・真二郎の姉） - 芦川よしみ
- 藤倉健太郎（真二郎の兄） - 日比野玲
- 藤倉真二郎（藤倉病院産婦人科 医師） - 桐島優介
- 藤倉八重子（威雄の後妻） - 中原ひとみ
- 藤倉千恵子（藤倉病院 事務員・八重子の姪・威雄の養女） - 宝積有香
- 藤倉威雄（藤倉病院 院長・真二郎の父） - 佐原健二
- 犬養（顧問弁護士） - 藤田宗久

第8作「ゴミを手繰れば人の世が見える!! 医療廃棄物に隠された真実が過去の事件の悲しみを暴く!!」（2010年）
- 山崎綾香（病院の医師） - 小沢真珠
- 桜井公彦（病院の医師・綾香の婚約者） - 竹財輝之助（幼少期：小河原稜大）
- 大塚信一（江戸川警察署 刑事） - 深水三章
- 平沢泰造（入院患者） - 長江英和
- 黒川秀樹（億寿会総合病院 副院長） - 鈴木綜馬
- 平沢明穂（平沢の後妻） - 遠野舞子
- 伸江 - 杉村暁
- 良枝（清掃員） - 和泉ちぬ
- 鈴本彰文（刑事） - 西村雄正
- 徳永静江（徳永の妻・認知症） - 高田敏江
- 徳永清太郎 - 山本學

## スタッフ
- 脚本 - 橋本以蔵（第1作 - 第4作）、いとう斗士八（第5作 - ）
- 演出 - 中山史郎（第1作 - 第3作・第5作・第6作）、真船禎（第4作）、伊藤寿浩（第7作 - ）
- プロデューサー - 森川真行 (FINE)、石塚清和（第8作）
- 製作 - TBS、FINE

## 放送日程
| 話数 | 放送日         | サブタイトル                                                                                       | 脚本         | 演出     | 視聴率 |
| ---- | -------------- | -------------------------------------------------------------------------------------------------- | ------------ | -------- | ------ |
| 1    | 2000年05月22日 | スーパーで起きた連続殺人事件! 密室の怪死体の謎…卑劣な犯人に超金持ち会長紫の怒りが爆発する!         | 橋本以蔵     | 中山史郎 | 17.6%  |
| 2    | 2001年11月26日 | 福島県飯坂温泉で連続殺人! 消えた美人死体にあの2人が恐怖の潜入捜査!                                 | 橋本以蔵     | 中山史郎 | 12.4%  |
| 3    | 2002年07月22日 | 超人気中華飯店で連続殺人! 毒キノコの罠と1億5000万の保険金…紫が執念で暴いたゴミの中の真実           | 橋本以蔵     | 中山史郎 | 16.4%  |
| 4    | 2003年02月03日 | 偽名を使い殺された女妻は夫に何を隠していたのか? 温泉旅館でのトリックと靴底に残された犯人の顔を暴け | 橋本以蔵     | 真船禎   | 16.0%  |
| 5    | 12月22日       | 東京箱根間に隠された花粉の謎! 3日で3人が殺される…自分の妻を刺し殺した男の悲劇!                     | いとう斗士八 | 中山史郎 | 11.7%  |
| 6    | 2004年12月13日 | 巨大企業のエリート社員が殺された! 不倫のもつれ? 同期の嫉妬? 鍵を握るたった1人の親                  | いとう斗士八 | 中山史郎 | 13.8%  |
| 7    | 2006年05月15日 | 謎の巨大病院連続殺人! 遺産目当ての骨肉の争い…バラの花びらに潜む復讐トリックを暴け                  | いとう斗士八 | 伊藤寿浩 | 15.0%  |
| 8    | 2010年02月01日 | ゴミを手繰れば人の世が見える!! 医療廃棄物に隠された真実が過去の事件の悲しみを暴く!!                | いとう斗士八 | 伊藤寿浩 | 10.8%  |

- 視聴率はビデオリサーチ調べ、関東地区・世帯
- 第7作は、当初2006年1月に放送予定であったが、放送当日にライブドア元社長の堀江貴文が逮捕されたことによる緊急特別番組により、5月に延期になった。